# Palmar de Troya
El Palmar de Troya è un comune spagnolo di 2.340 abitanti (2019) situato in provincia di Siviglia, nella comunità autonoma dell'Andalusia. Prima del 2018 il comune era una frazione del comune di Utrera, che attualmente lo circonda completamente.
Il piccolo paese spagnolo è divenuto famoso a partire dal 1968, quando si sarebbero verificate delle apparizioni mariane che avrebbero portato nel 1978 alla fondazione della Chiesa Cattolica Palmariana da parte di Clemente Domínguez e Manuel Corral. La Chiesa trae il suo nome proprio da quello del paesino.
Nel paese ha sede anche la Cattedrale principale del culto palmariano.

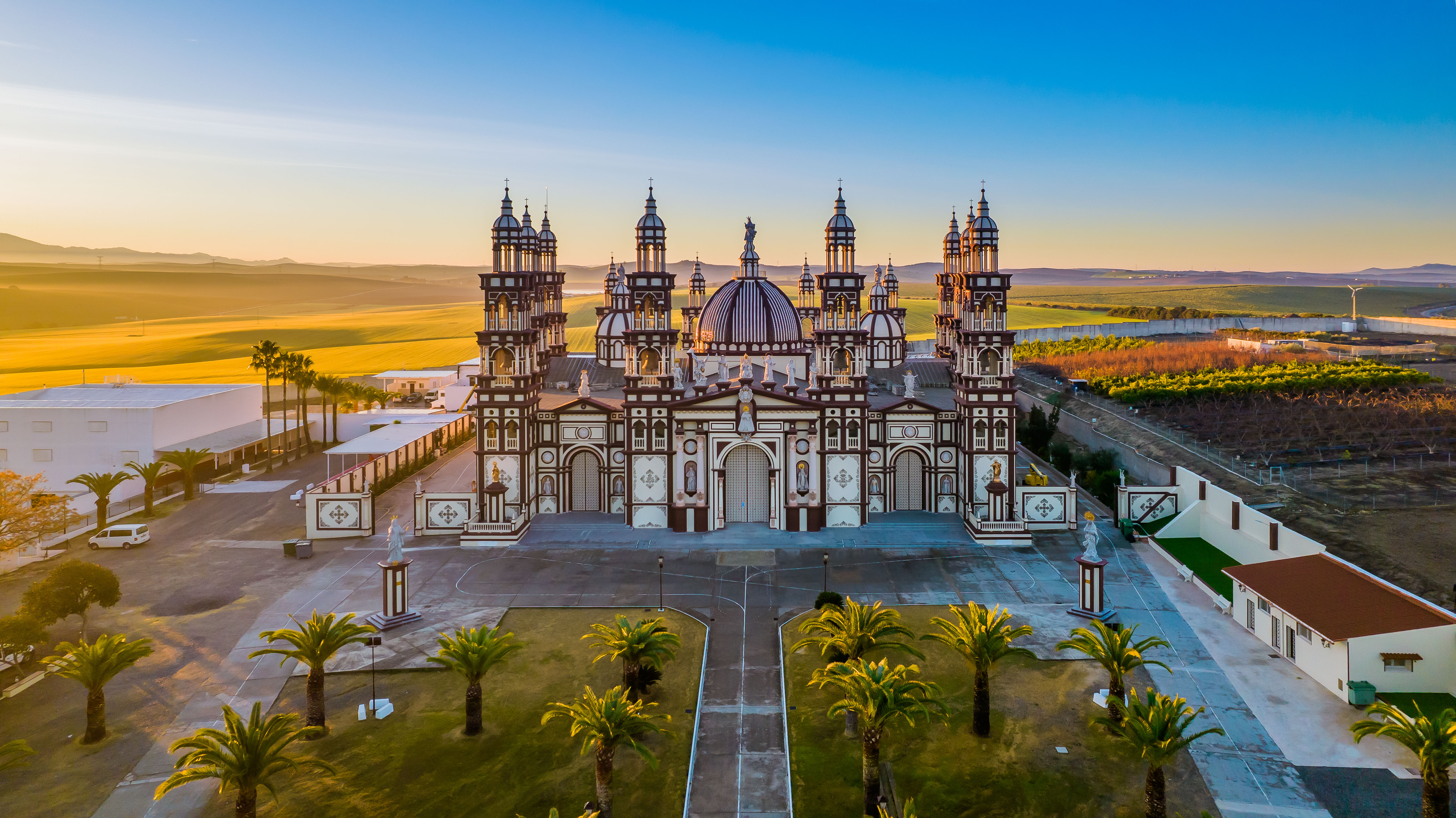
La cattedrale palmariana di El Palmar de Troya